# Вулиця Новосельського
Вулиця Новосельського — вулиця в Історичному центрі Одеси, пролягає від вулиці Пастера до Преображенської вулиці.

## Історія
Незабаром після захоплення Російською імперією фортеці Хаджибей, на північ від неї виникла німецька колонія (1815). Прокладена тут вулиця отримала назву Німецької (1821).

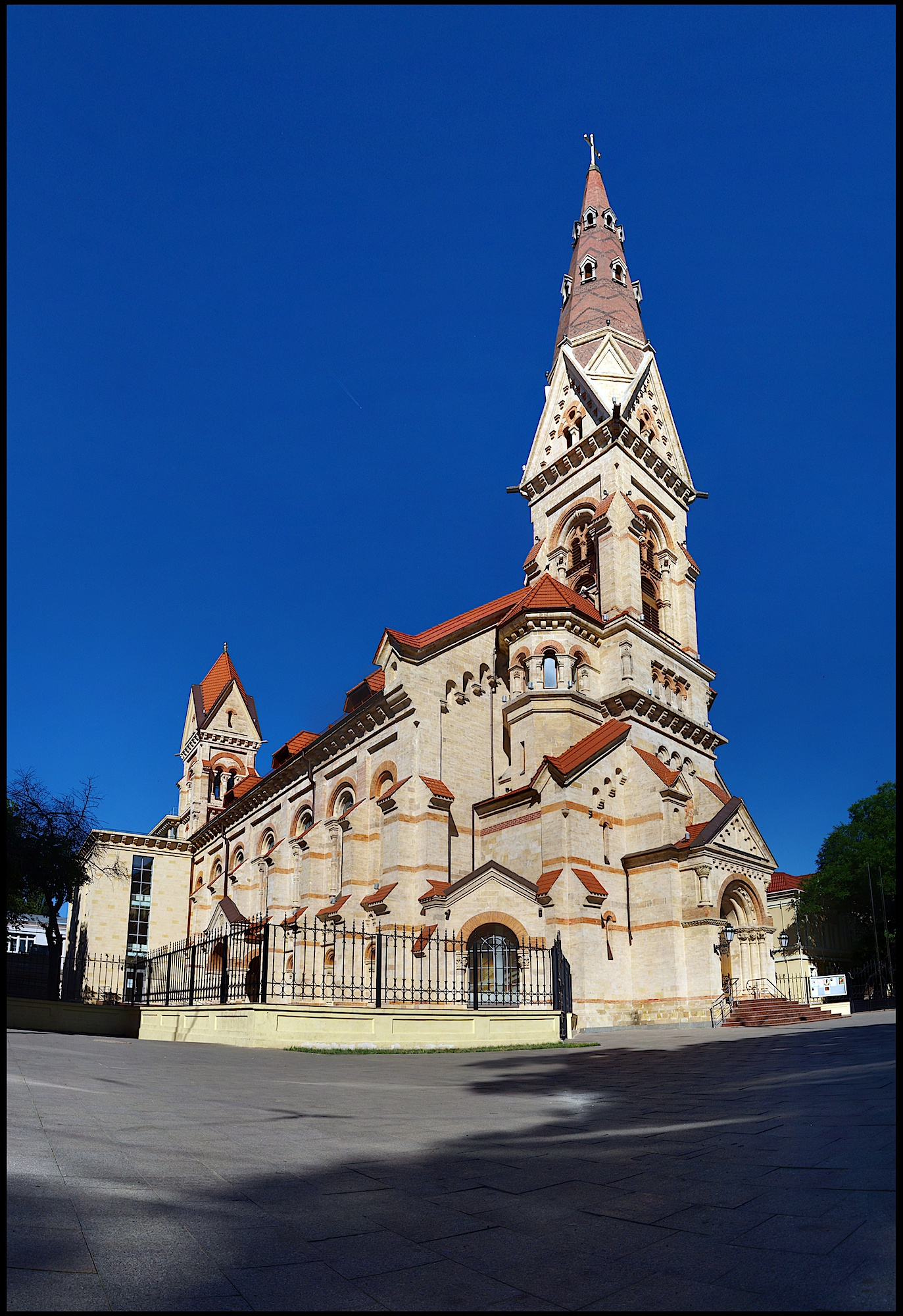
Церква Святого Павла

У 1824 році вулицю називають Ямською, за місцем компактного проживання одеських ямщиків, у 1847 році — Лютеранською.
Після смерті колишнього міського голови Миколи Новосельського (він мешкав на цій вулиці), в 1901 році, вулиця здобула його ім'я.
З 1923 року вулиця носила ім'я Василя Олександровича Островідова, оперного співака, священика, учасника боротьби за встановлення Радянської влади в Одесі (мешкав у будинку № 35).
У період румунської окупації (1941—1944) вулиця знову мала назву Новосельського. У 1944—1995 роках — знову вулиця Островідова. 15 травня 1995 року вулиці повернули історичну назву — Новосельського.
У 1964—2000 роках на вулиці мешкав оперний співак Микола Огренич. Йому встановлено меморіальну дошку.
У 2012 році на вулиці відкрито другий у світі пам'ятник Стіву Джобсу.
19 січня 2018 року на вулиці біля школи № 122 під час операції поліції із затримання злочинця сталася стрілянина. В результаті загинули троє людей (в тому числі і 27-річний старший лейтенант поліції) і ще троє отримали поранення (два правоохоронці та один випадковий свідок). Злочинцем виявився Валентин Дорошенко — відомий місцевий прихильник «русского міра», сталініст, займався антиукраїнською і проросійською діяльністю. Був відомий на все місто тим, що в липні 2009 року викликав на дуель тодішнього мера Едуарда Гурвіца. Поліцейські прибули на виклик — громадяни повідомили про бійку. Дорошенко відкрив стрілянину із саморобної автоматичної зброї та вбив чоловіка на призвіще Пінін (раніше судимого), з яким перед тим побився, поранив трьох поліцейських і Віктора Тихоніна, охоронця «Муніципальної варти», який випадково опинився поруч та намагався надати допомогу пораненим. На місце стрілянини прибули патрульні поліцейські, які ліквідували злочинця.